# Оссонвиль, Луиза де Брольи
Луи́за Альберти́на де Брольи́, графи́ня д’Оссонви́ль (фр. Louise Albertine de Broglie, comtesse d'Haussonville; 25 мая 1818, Коппе — 21 апреля 1882, Париж) — французская писательница и историк.
Дочь герцога Виктора де Брольи и баронессы Хедвиги Густавы Альбертины Сталь фон Гольштейн, внучка знаменитой писательницы Жермены де Сталь.
В 1836 вышла замуж за Жозефа де Клерона, виконта д’Оссонвиля (с 1846 графа), в браке с которым родила троих детей. Во время путешествия по Италии супруги д’Оссонвиль познакомились с Домиником Энгром, возглавлявшим Французскую академию в Риме. В первой половине 1840-х годов Париже Энгр написал портрет Луизы, ставший одной из самых известных его работ.
Луиза де Брольи была автором нескольких историко-литературных произведений; известность ей принесла биография знаменитого борца за свободу Ирландии Роберта Эммета. Также графиня д’Оссонвиль знаменита своими «семейными связями» с Французской академией, поскольку она была дочерью, сестрой, женой и матерью четырёх академиков.

## Произведения
- Роберт Эммет (Robert Emmet). — P.: Michel Lévy Frères, 1858
- Воспоминания фрейлины госпожи герцогини Бургундской (Souvenirs d’une demoiselle d’honneur de Mme la duchesse de Bourgogne). — P.: Michel Lévy Frères, 1861
- Маргарита де Валуа, королева Наварры (Marguerite de Valois, reine de Navarre). — P.: Michel Lévy Frères, 1870
- Юность лорда Байрона (La Jeunesse de lord Byron). — P.: Michel Lévy Frères, 1872
- Последние годы лорда Байрона: берега Женевского озера, Италия, Греция (Les Dernières Années de Lord Byron: Les rives du Lac de Genève, L’Italie, La Grèce). — P.: Michel Lévy Frères, 1874